# Cot Mulu
Cot Mulu is een bestuurslaag in het regentschap Pidie van de provincie Atjeh, Indonesië. Cot Mulu telt 504 inwoners (volkstelling 2010).